# NGC 7363
NGC 7363 este o galaxie situată în constelația Pegas. A fost descoperită în 27 august 1865 de către Heinrich Louis d'Arrest.